# Svekofenniden
Die Svekofenniden sind eine tektonische Einheit und ein ehemaliges Orogen im Bereich des heutigen Skandinaviens. Sie machen einen großen Teil des Baltischen Schildes aus.  

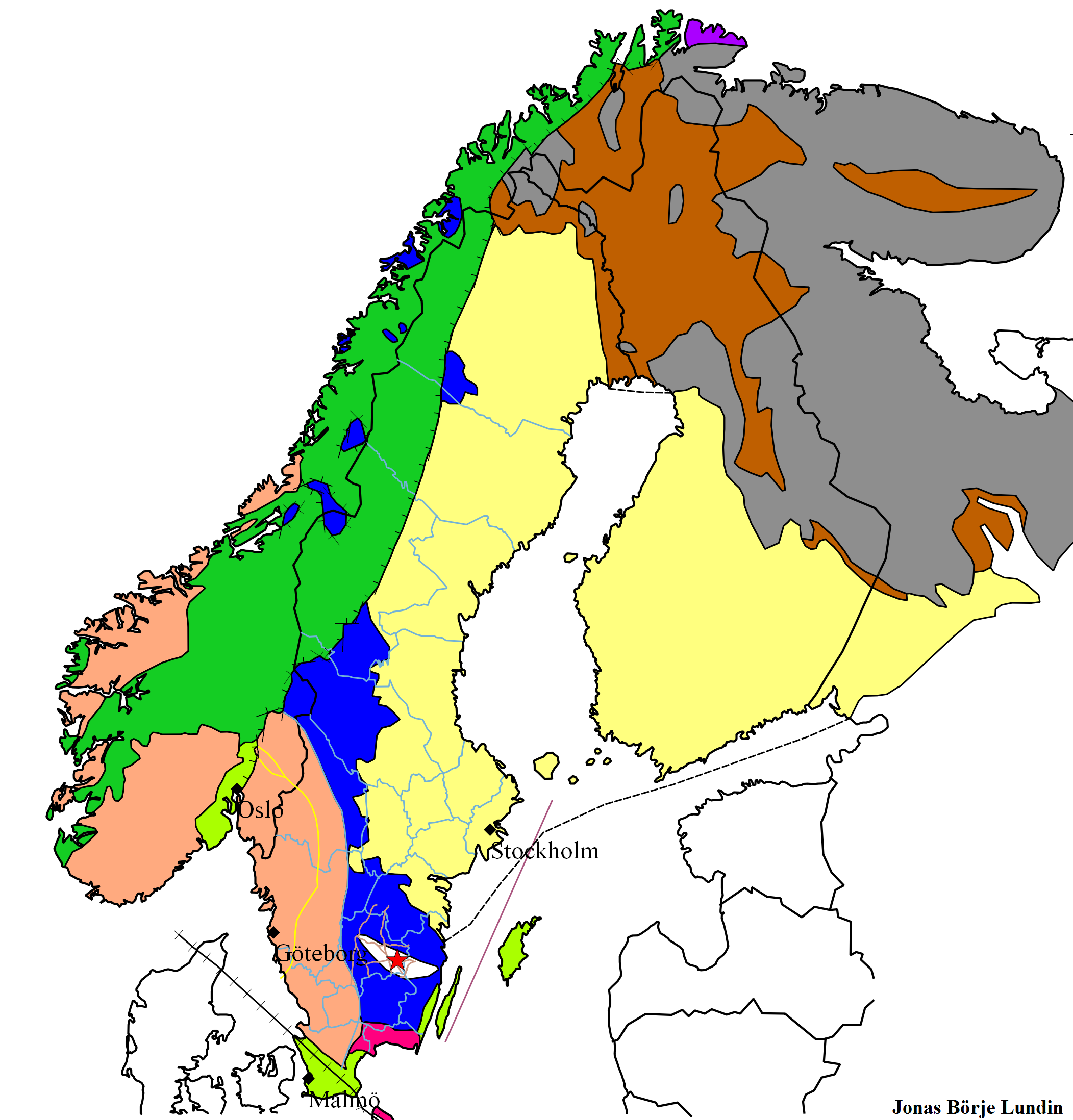
Karte des Baltischen Schildes. Die Svekofenniden (gelb) befinden sich mittig im Osten und Westen der Ostsee.

Der Baltische Schild lässt sich in vier unterschiedlich alte Gruppen einteilen. Am Nordmeer und in Ostkarelien liegen die archaischen Saamiden mit einem Alter von ungefähr 3-2,5 Ga (Faupl, 2003). Zwischen den Saamiden befinden sich am Weißen Meer die Belmoriden, welche aus hochmetamorphen Gneisen bestehen, die vor 2 Ga überprägt wurden (Faupl, 2003). Der größte Teil des Baltischen Schildes gehört zu den Svekofenniden, welche vor 1,8 Ga durch Orogenese konsolidiert wurden. Diese Einheit erstreckt sich vom Ladogasee bis nach Schweden auf die geographische Höhe Gotlands. Der jüngste Teil des Schildes sind die Svekonorwegiden. Die letzte Orogenese fand vor ca. 1 Ga statt. Dieser Bereich schließt auch den Transskandinavischen Magmatitgürtel (TIB) ein. Auf diesen Einheiten lagert diskordant der Jotnische Sandstein, der nur gelegentlich von postorogenen Dykes durchschlagen wird. Der Jotnische Sandstein ist heute vor allem in dem vor 1,5-1,3 Ga gebildeten Jotnischen Graben zu finden.
Die Svekofenniden werden hier an einem Profil aus der Gegend von Tampere (Schöneberger, 1997) beschrieben, wo die Metasedimente die Entwicklung eines Kontinentalrands und Ozeans zeigen. Bis jetzt ist kein kontinentales Hinterland bekannt. Die Gesteine der Svekofenniden bestehen aus Leptiten, metamorphosierten Vulkaniten, Meta-Flysch und untergeordnet Metapeliten, sowie unmetamorphen Vulkaniten (Schöneberger, 1997). Die Metamorphose fand vor allem bei hohen Temperaturen und niedrigen Drücken statt. Stellenweise ist noch die sedimentäre Schichtung erhalten geblieben, so in den ca. 2 Ga alten Wellenrippeln von Västervik.